# Boemundo VI de Antioquia
Boemundo VI de Antioquia (ca. 1237 – 11 de março de 1275), cognominado o Belo (le Beau), era filho de Boemundo V de Antioquia e Lúcia de Segni. foi Príncipe de Antioquia (como Boemundo VI) e Conde de Trípoli (como Boemundo III) a partir de 1252 até à sua morte. Ficou sob regência da mãe até atingir a maioridade em dezembro de 1252. Foi durante o seu reinado que Antioquia foi capturada pelos impérios combatentes dos mongóis e dos mamelucos egípcios. Em 1268, Antioquia acaba capturada pelos Mamelucos, sendo a partir daí um príncipe somente de jure. Foi sucedido pelo filho, Boemundo (VII de Antioquia, IV de Trípoli), sendo somente conde reinante em Trípoli, mas mantendo o título do pai em Antioquia.
Boemundo VI foi investido como cavaleiro pelo rei Luís IX de França, em Jafa, em 1252. Com ele restauraram-se as boas relações com o Reino Arménio da Cilícia, celebrando-se essa aliança como seu casamento com Sibila da Arménia, filha do rei Hetum I da Arménia. Entretanto, Bertrand Embriaco havia-se rebelado contra Boemundo em Trípoli, cercando a cidade em 1258. No combate entre ambos, apesar de vitorioso, Boemundo saiu ferido. Prestou homenagem, com o pai do sogro, homenagem a Hulagu Cã, depois do Cerco de Bagdade e acompanhou o general mongol Quedebuga aquando da conquista de Alepo e Damasco.
Depois da conquista da Galileia e da invasão da Arménia pelos mamelucos, o exército mameluco cercou Antioquia, a 18 de maio de 1268. Apesar de abandonar Antioquia, manteve o título de Príncipe e continuou a governar de facto em Trípoli desde 1268. Em maio de 1271, o sultão Baibars ofereceu a Boemundo uma trégua de 10 anos, como recompensa pelo reconhecimento de todas as recentes conquistas. Boemundo uniu-se a Eduardo, filho de Henrique III de Inglaterra, que participava na Nona Cruzada e havia desembarcado em Acre a 9 de maio de 1271. Porém, jutnos conseguiram poucos progressos em relação ao avanço dos mamelucos.
Boemundo falece a 11 de março de 1275, deixando a sua esposa viúva e o seu herdeiro ainda menor de idade. Após a sua morte, Sibila encarregou-se da regência.

## Casamento e descendência
Em 1254, Boemundo VI casou-se com Sibila da Arménia, filha de Hetum I da Arménia e Isabel da Arménia. Deste casamento houve a seguinte descendência:
- Boemundo VII (1261 - 19 de outubro de 1287), herdeiro dos títulos e possessões do pai;
- Isabel (n. depois de 1261), morreu jovem;
- Lúcia (faleceu em 1299), Condessa de Trípoli, após a morte do irmão sem herdeiros.
- Maria (faleceu em c. 1280), casada com Nicolau de Saint-Omer (m. 1294)